# District de Blois
Le district de Blois est une ancienne division territoriale française du département de Loir-et-Cher de 1790 à 1795.
Il était composé des cantons de Blois, Bracieux, Cellettes, Herbault, Marolles et Onzain.